# 16273 Oneill
16273 Oneill este un asteroid din centura principală de asteroizi.

## Descriere
16273 Oneill este un asteroid din centura principală de asteroizi. A fost descoperit pe 6 mai 2000 la Socorro, New Mexico, în cadrul proiectului LINEAR. Asteroidul prezintă o orbită caracterizată de o semiaxă mare de 2,30 ua, o excentricitate de 0,06 și o înclinație de 4,3° în raport cu ecliptica.